# 朱祖祥 (心理学家)
朱祖祥（1927年11月15日—2015年1月17日），男，浙江东阳人，中国工程心理学家，原杭州大学教授、心理系系主任，中国心理学会会士，曾任中国心理学会副理事长。

## 榮譽
- 2001年，獲頒中国心理学会终身成就奖[3]。